# 吳祺 (弘治進士)
吳祺（1463年—1527年），字貴德，江西南昌府豐城縣人，民籍，明朝政治人物。

## 生平
弘治二年（1489年）己酉科江西鄉試第八十八名舉人。曾任直隶滦州學正，典南京鄉試。弘治十五年（1502年）中式壬戌科會試第二百四十三名，三甲第八十六名進士。授崑山知縣。正德二年（1507年）六月，擢雲南道監察御史。正德八年（1513年），陞大理寺右寺丞，十年，轉左寺丞，十二年，陞大理寺右少卿，正德十四年，轉左少卿。同年丁憂。
嘉靖二年（1523年），陞太僕寺卿。嘉靖四年（1525年），陞都察院右副都御史、巡撫雲南。嘉靖六年卒於官，賜祭葬。

## 家族
曾祖吳子恒，縣丞；祖父吳繼能；父吳嗣正，母涂氏。具庆下。弟衮、裔。